# Епархия Капошвара
Епархия Капошвара (венг. Kaposvári Egyházmegye, лат. Dioecesis Kaposvarensis) — католическая епархия латинского обряда в Венгрии с центром в городе Капошвар. Входит в состав митрополии Веспрема.
Епархия Капошвара одна из самых молодых епархий Венгрии, она была образована 31 мая 1993 года. Её территория была сформирована из бывших территорий архиепархии Веспрема.
По данным на 2006 год в епархии насчитывалось 299 404 католика (72,9 % населения), 95 священников и 101 приход. Кафедральным собором епархии является собор Пресвятой Девы Марии в Капошваре. С момента образования до 2017 года епархию возглавлял епископ Бела Балаж (венг. Balás Béla), с 25 марта 2017 года её возглавил епископ Ласло Варга.